# Supersport 300-VM 2018
Supersport 300-VM 2018 arrangerades av Internationella motorcykelförbundet. Världsmästerskapet avgjordes över åtta omgångar. Säsongen inleddes den 15 april på Motorland Aragon  och avslutades den 30 september. Supersport 300 körs vid en del av tävlingshelgerna för Superbike och Supersport. Ana Carrasco blev världsmästare. Hon är den första kvinnan som blivit världsmästare i någon av roadracingens grenar, där män och kvinnor tävlar mot varandra.

## Godkända motorcyklar
| Moturcykel         | Minimivikt | Maxvarvtal |
| ------------------ | ---------- | ---------- |
| Honda CBR 500 R    | 156 kg     | 9.500 rpm  |
| Kawasaki Ninja 300 | 140 kg     | 13.000 rpm |
| Kawasaki Ninja 400 | 150 kg     | 12.000 rpm |
| KTM RC390          | 136 kg     | 11.000 rpm |
| KTM RC390R         | 136 kg     | 11.000 rpm |
| Yamaha YZF-R3      | 140 kg     | 12.850 rpm |
| Yamaha YZF-R3A     | 140 kg     | 12.850 rpm |

## Tävlingskalender och heatsegrare
Tävlingskalendern för Supersport 300 innehöll åtta deltävlingar som alla gick i Europa.
| Datum | Bana        | Vinnare               | Märke    | VM-ledare     |
| ----- | ----------- | --------------------- | -------- | ------------- |
| 15/4  | Aragón      | Koen Meuffels         | KTM      | Koen Meuffels |
| 22/4  | Assen       | Luca Grünwald         | KTM      | Scott Deroue  |
| 13/5  | Imola       | Ana Carrasco          | Kawasaki | Ana Carrasco  |
| 27/5  | Donington   | Ana Carrasco          | Kawasaki | Ana Carrasco  |
| 10/6  | Brno        | Galang Hendra Pratama | Yamaha   | Ana Carrasco  |
| 8/7   | Misano      | Manuel Bastianelli    | Kawasaki | Ana Carrasco  |
| 16/9  | Algarve     | Scott Deroue          | Kawasaki | Ana Carrasco  |
| 30/9  | Magny-Cours | Daniel Valle          | Yamaha   | Ana Carrasco  |

## Mästerskapsställning
Slutställning efter 8 deltävlingar.
1. Ana Carrasco, 93 p. Världsmästare efter sista deltävlingen.
2. Mika Pérez, 92 p.
3. Scott Deroue, 80 p.
4. Luca Grünwald, 78 p.
5. Dorren Loureiro, 66 p.
6. Manuel González, 59 p.
7. Borja Sánchez, 58 p.
8. Daniel Valle, 55 p.
9. Glenn van Straalen, 55 p.
10. Galang Hendra Pratama, 52 p.